# Saltå
Saltå är en by belägen strax öster om Järna, söder om Södertälje i Överjärna socken i Södertälje kommun. Sedan 1964 är Saltå Kvarn en biodynamisk kvarn med bageri. Orten var till och med år 2000 klassad som en småort. 2015 avgränsade SCB här åter en småort.

## Bilder

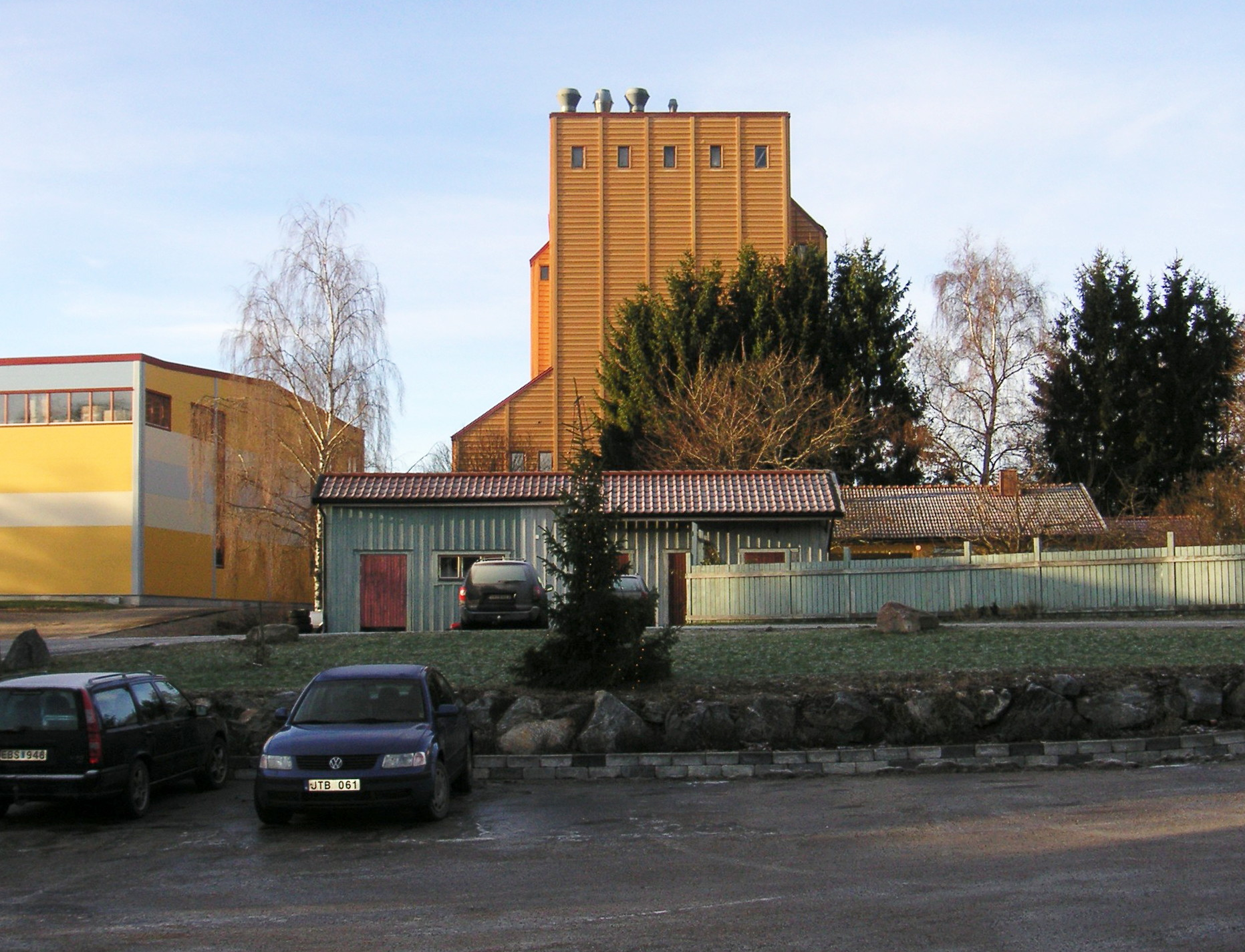
Saltå Kvarn
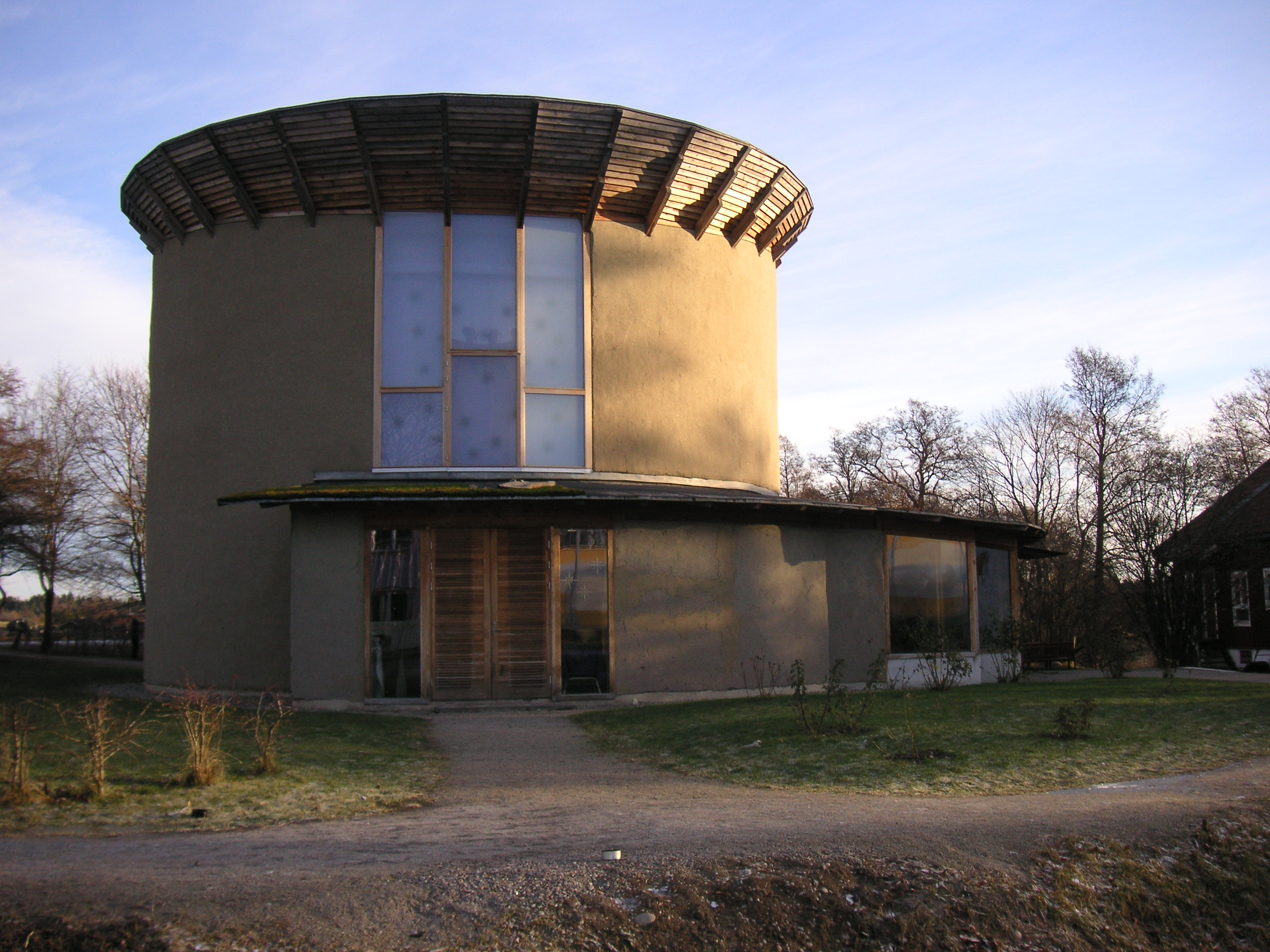
Kristofferuskyrkan
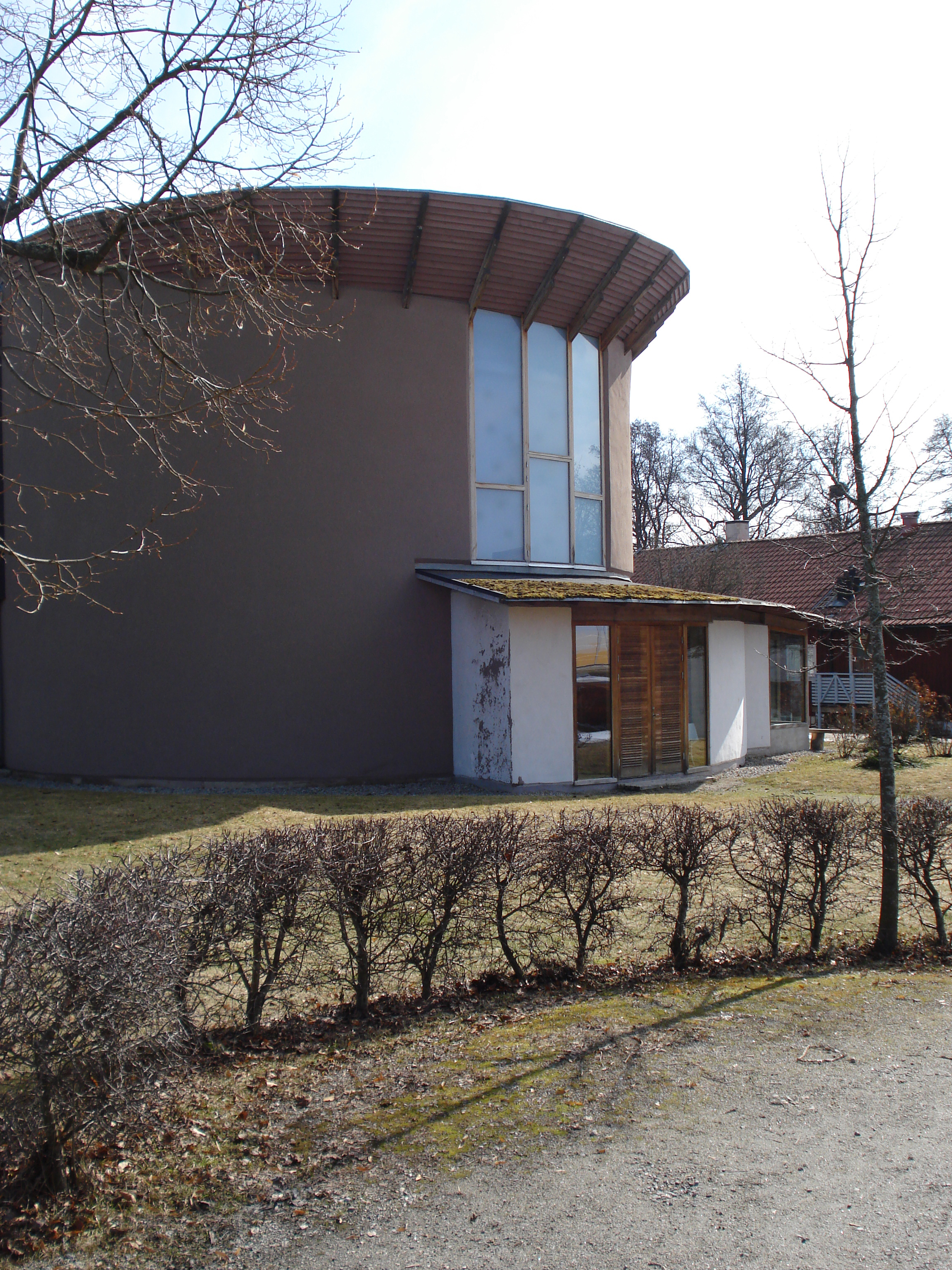
Samma kyrka, ommålad entre
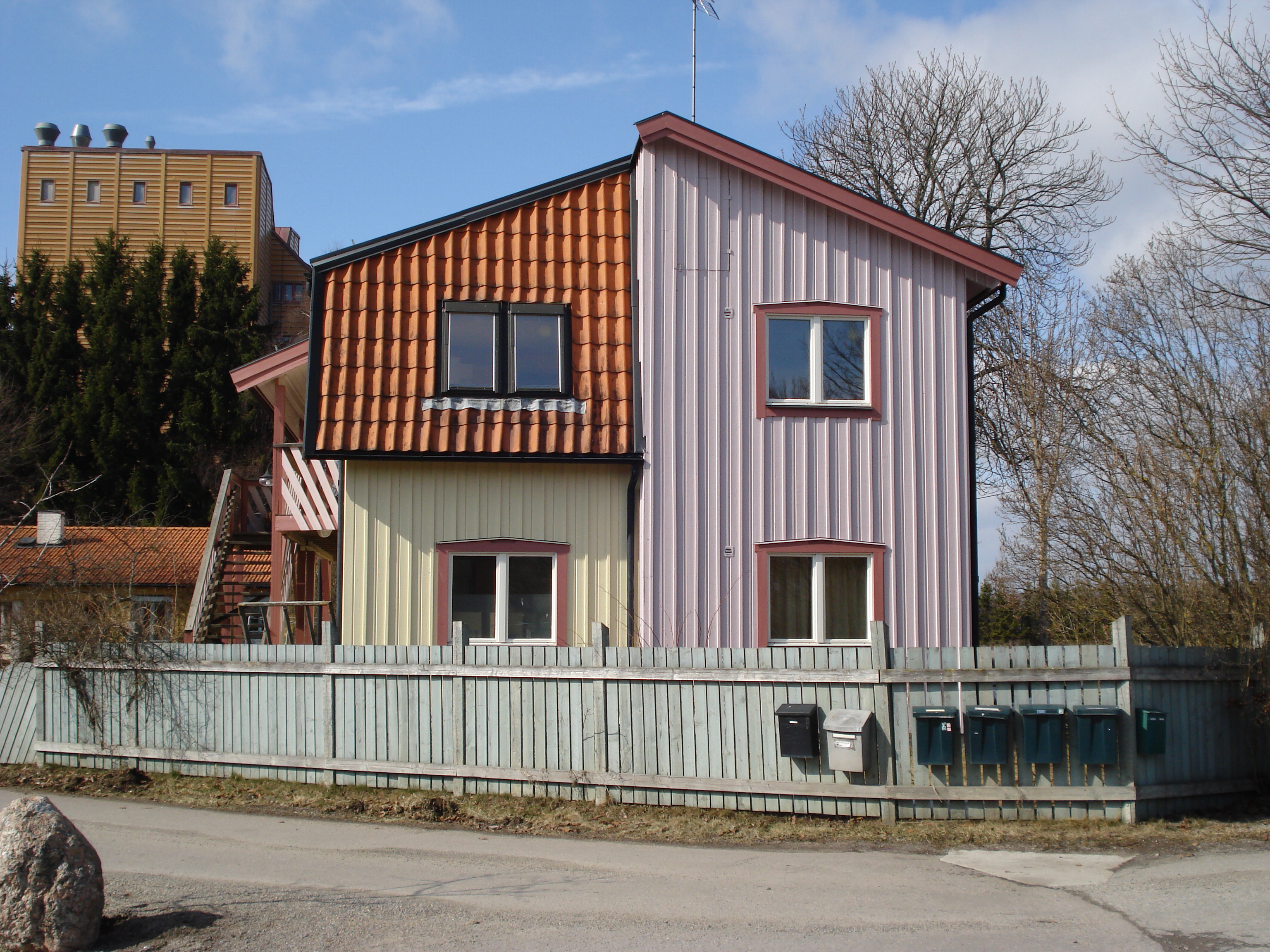
Ett hus i Saltå